# Volker Rieske
Volker Rieske (* 4. Oktober 1953 in Dortmund-Dorstfeld) ist ein ehemaliger deutscher Fußballspieler. Nach dem Ende seiner aktiven Laufbahn, in der er unter anderem für Rot-Weiß Lüdenscheid in der 2. Bundesliga auflief, war der Abwehrspieler als Trainer im Amateurfußball tätig.

## Sportlicher Werdegang
Rieske begann mit dem Fußballspielen beim SC Dorstfeld 09. Als A-Jugendlicher gewann er mit dem Klub gegen die Nachwuchsmannschaft von Borussia Dortmund die Kreismeisterschaft. Es folgte ein kurzer Aufenthalt bei den Borussen, wo er jedoch nicht mit dem Trainer zurechtkam und in Richtung SG Wattenscheid 09 weiterzog. Für den VfB Altena spielte er anschließend zwei Spielzeiten in der seinerzeit drittklassigen Verbandsliga Westfalen. Dabei überzeugte er in der Spielzeit 1976/77 derart, dass der Ligakonkurrent, Drittligameister und anschließende Aufsteiger in die 2. Bundesliga Rot-Weiß Lüdenscheid ihn unter Vertrag nahm.
Ab 26. August 1977 debütierte Rieske bei der 1:3-Auswärtsniederlage gegen seinen Ex-Klub Wattenscheid 09 unter Trainer Klaus Hilpert in der zweiten Liga und etablierte sich anschließend als Stammspieler in der Defensive. Am Ende der Spielzeit 1978/79, in der er in 32 Spielen in der Nordstaffel der zweiten Liga am Ball war, stieg er mit der Mannschaft sportlich als Tabellenvorletzter in die Drittklassigkeit ab. Nach Turbulenzen im Juli 1979 – zunächst war Lüdenscheid als Nachrücker vorgesehen, nachdem Aufsteiger OSV Hannover zeitweise den Lizenzantrag zurückgezogen hatte, der aber dann doch die Lizenz erhielt, ehe Westfalia Herne kurz nach Beginn der Spielzeit 1979/80 (das vermeintlich erste Saisonspiel gegen den SC Herford war auf Antrag der Herner erst kurz vor Spielbeginn aus der Wertung genommen und nur wegen der Wertung für die Toto-Sportwetten als Freundschaftsspiel ausgetragen worden) aufgrund finanzieller Schwierigkeiten im Zusammenhang mit der Steuerhinterziehung des Mäzens Erhard Goldbach seine Zweitligalizenz zurückgab – trat er noch zwei weitere Spielzeiten in der 2. Bundesliga an. Am Ende der Spielzeit 1980/81 verpasste die Mannschaft um Manfred Lopatenko, Gerhard Busch, Hans-Joachim Wrede, Uwe Helmes, Ranko Petković, Klaus Wischniewski und Helmut Alfes als Tabellen-20. die Qualifikation für die eingleisige zweite Liga deutlich. Bis dahin hatte Rieske, der als zweikampfstarker und schneller, unerbittlicher Verteidiger galt, in 131 Zweitligaspielen vier Tore für den Klub erzielt.
Nach Achillessehnen-Beschwerden, die ihn bereits zu Saisonende begleitet hatten, war Rieske nach dem Abstieg zeitweise außer Gefecht, ehe er im Herbst 1981 bei der Hammer SpVg in der Oberliga Westfalen anheuerte. Dort ließ er seine Karriere ausklingen. Während in der Meisterschaft sich die Mannschaft, in der neben Rieske zeitweise weitere Ex-Profispieler wie Wolfgang Sandhowe, Hermann Hummels oder Jan Hubiak spielten, regelmäßig im mittleren Tabellenbereich platzierte, ließ sie im DFB-Pokal 1982/83 aufhorchen: In der zweiten Runde wurde dem Bundesligisten VfL Bochum ein 1:1-Unentschieden nach Verlängerung abgetrotzt, das Wiederholungsspiel im Bochumer Ruhrstadion ging jedoch deutlich mit 1:6 verloren.
Später arbeitete Rieske als Trainer, zeitweise auch in der Oberliga Westfalen als höchster Amateurspielklasse. Dabei führte er die Sportfreunde Siegen 1987 in die Drittklassigkeit, wurde aber im Verlauf der Spielzeit 1988/89 am Tabellenende stehend entlassen. Als Nachfolger seines ehemaligen Zweitliga-Teamkollegen Hans-Jürgen Oehler war er ab 1995 auch Trainer bei RW Lüdenscheid. Mit dem Klub schaffte er in der mittlerweile viertklassigen Oberliga den Klassenerhalt, ehe der Klub nach finanziellen Schwierigkeiten aufgrund von Steuernachzahlungen im November 1996 von Rieske trennte und später abstieg. Rieske heuerte als Nachfolger von Fritz Grösche kurze Zeit später beim Ligakonkurrenten SpVg Beckum an. Später war er unter anderem noch für den VfK Weddinghofen, den FC Brünninghausen und seinen Heimatverein SC Dorstfeld 09 bis Mitte der 2010er Jahre tätig.